# Karierne
Karierne (în ucraineană Кар'єрне) este o așezare de tip urban din raionul Velîka Oleksandrivka, regiunea Herson, Ucraina. În afara localității principale, nu cuprinde și alte sate.

## Demografie
Componența lingvistică a așezării de tip urban Karierne
     Ucraineană (93,7%)
     Rusă (5,49%)
     Alte limbi (0,2%)
Conform recensământului din 2001, majoritatea populației așezării de tip urban Karierne era vorbitoare de ucraineană (93,7%), existând în minoritate și vorbitori de rusă (5,49%).